# Марлборо Тауншип (Нью-Джерсі)
Марлборо Тауншип (англ. Marlboro Township) — селище (англ. township) в США, в окрузі Монмаут штату Нью-Джерсі. Населення — 41 502 особи (2020).

## Демографія
Згідно з переписом 2010 року, у селищі мешкала 40 191 особа в 13 001 домогосподарстві у складі 11 193 родин. Було 13436 помешкань
Расовий склад населення:
| - 78,6 % — білих - 17,3 % — азіатів - 2,1 % — чорних або афроамериканців - 0,1 % — корінних американців |

До двох чи більше рас належало 1,3 %. Частка іспаномовних становила 4,0 % від усіх жителів.
За віковим діапазоном населення розподілялося таким чином: 28,8 % — особи молодші 18 років, 59,9 % — особи у віці 18—64 років, 11,3 % — особи у віці 65 років та старші. Медіана віку мешканця становила 41,7 року. На 100 осіб жіночої статі у селищі припадало 95,8 чоловіків;  на 100 жінок у віці від 18 років та старших — 92,7 чоловіків також старших 18 років.
Середній дохід на одне домашнє господарство  становив 172 296 доларів США (медіана — 137 805), а середній дохід на одну сім'ю — 185 787 доларів (медіана — 151 380). Медіана доходів становила 112 500 доларів для чоловіків та 72 935 доларів для жінок. За межею бідності перебувало 1,5 % осіб, у тому числі 0,9 % дітей у віці до 18 років та 2,0 % осіб у віці 65 років та старших.
Цивільне працевлаштоване населення становило 19 549 осіб. Основні галузі зайнятості: освіта, охорона здоров'я та соціальна допомога — 23,4 %, науковці, спеціалісти, менеджери — 16,9 %, фінанси, страхування та нерухомість — 14,4 %, роздрібна торгівля — 12,9 %.